# Kragstalunds station
Kragstalunds station är en station på Roslagsbanan i kommundelen Kragstalund i Vallentuna kommun. Den har två spår och två sidoplattformar. En gångtunnel leder under stationen. Antalet påstigande var under en genomsnittlig vintervardag 2022 cirka 1400.

## Historik
Stationen öppnade 1993, då den ersatte stationen i Byle lite längre söderut. 2010 byggdes stationen ut till en mötesstation. 2014 öppnade dubbelspår Kragstalund - Bällsta - Vallentuna och 2021 Täby kyrkby - Kragstalund, vilket gav sammanhängande dubbelspår från Stockholms östra station till Vallentuna.